# 加拉加斯大学城
加拉加斯大学城（西班牙語：Ciudad Universitaria de Caracas），简称CUC，是委内瑞拉中央大学主校区，位于委内瑞拉首都加拉加斯心脏地带。这座2000年入选联合国教育、科学及文化组织世界遗产的园区由委内瑞拉建筑师卡洛斯·劳尔·维拉努埃瓦操刀，被誉为建筑及城市规划的“大师之作”，深刻影响到委内瑞拉之后的建筑。
维拉纽瓦自第二次世界大战结束开始监督校园的兴建工作，长达20年。他将自己的技能和对设计原则的看法融入到校园中，因此它成为20世纪获得联合国教科文组织文化遗产认可的地点中，唯一一个由单个建筑师设计的唯一一个大学校园。
园区环境各异，北边是植物园，东边、西边和南边各有不同的体育设施，而科学、建筑、人文及医院等学系和学院分布在不同的地段，他们最终汇聚在校园中的无人之地（Tierra de nadie，無學術用途綠化林地）、库比埃尔塔广场（Plaza Cubierta）共用建筑群及具有永久现代艺术功能的挂名博物馆。
虽然校园的元素遭受了自然或人为的污损，但依然是委内瑞拉的地标，保留着设计和规划上的优秀之处。校园入选世界古迹基金会2010年和2014年的特别保护工作名单。

## 建筑和设计规划
加拉加斯大学城的园区和建筑物被誉为维拉纽瓦的杰作，有着大量城市规划和建筑设计方面的工作。园区建筑在原本属于西蒙·玻利瓦尔家族的伊巴拉庄园（Hacienda Ibarra）上，连接新城市心脏委内瑞拉广场。所选地点给维拉纽瓦机会，将艺术和建筑有意识地进行大规模整合。这个罕见的城市综合体占地2平方公里，包括40栋大楼，是拉美地区最成功的现代建筑应用。维拉纽瓦与参与设计的艺术家们进行紧密的合作，监督项目达25年，直到1960年末健康恶化，部分建筑只能遗憾留在设计阶段。
胡安·比森特·戈麦斯去世后，城市更新成了大焦点。加拉加斯推出“非凡城市更新计划”，将维拉纽瓦的“艺术综合”建筑纳入其中，从市中心的“沉默”（El Silencio）建筑群开始:56。尽管大学校园不大可能被现代的定义视为城市计划，但它是加拉加斯的特色之一，有助于促进旅游和移民:57。
1939年，受委托的团体开始了加拉加斯的新城市规划，但受官场规则影响，规划范围仅限于解放者市内:55。1942年艾萨斯·麦地那·安加里塔总统买下伊巴拉庄园，将大学的空间扩展到原本的方济各女修道院以外地区。然而40年代计划多次中断，到了第二次世界大战结束才继续。校园的建筑于1944年，1967年结束:57-59, 355。大学城是维拉纽瓦“博物馆式”空间的实例，将博物馆的特质用在公共场所中:350。
维拉纽瓦于1944年和1948年两度造访法国，从校园艺术和建筑设计中汲取灵感。1944年，他完成第一阶段的研究，制定临时计划。考虑他和国家面临的政治经济形势，他出于个人和专业因素的考虑，在1949年修改设计，将流程复杂化:355。大学城也是一个新市镇，据说将城市的乌托邦想象带进现实:360。
首批兴建的建筑包括医学大楼。之后最初设计方案于1949年更改，于1950年建设体育馆，1951年揭幕。体育馆的建设标志着校园中央综合大楼的开发进入新阶段:355。
校园最初在西边建设，沿东西轴对称设计。中央综合大楼开始兴建后，维拉纽瓦放弃轴线设计，改在这一部分校园设计中运用他的艺术综合手法。

## 植物园
加拉加斯植物园位于校园内，汇聚了各国植物。历史上，园区容纳了中南美洲、非洲和亚洲2500多棵共200多种植物，其中一半是委内瑞拉土生。中心的棕榈树群一度保存250种植物的4000个标本。花园占地70英亩，包括亨利·皮特尔图书馆和国家植物标本室，于1952年揭幕 。

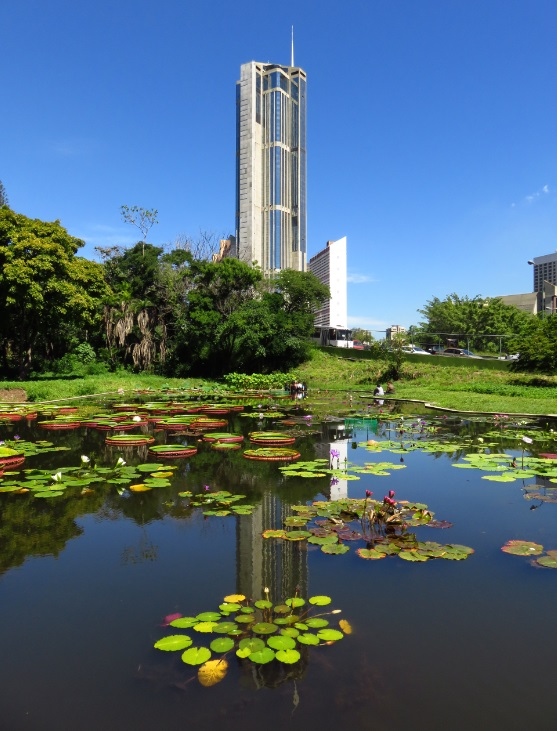
2016年8月的委内瑞拉湖（Laguna Venezuela），湖面左侧可见睡莲，湖的后面是中央公园（Parque Central）。

和其他地方的校园一样，花园的保养出现了人为疏忽，植物缺乏灌溉，被寄生虫侵蚀而枯萎，花园的景观遭到恶化。一些事件也影响了花园的生态，其中包括2010年厄尔尼诺干旱、非洲大蜗牛入侵、地勤设备被盗、停电及其他限制了设施的管理维护的经济问题。花园的员工在2019年8月表示，当年1月起花园的水管已经没有水进入。有志愿团体制定计划，用个人用水手动灌溉植物。

### 委内瑞拉湖
委内瑞拉湖是校园内最大的水体，形状跟委内瑞拉一样。到2018年，报道指湖流失一半的水，而湖中可以装下一个人的土生睡莲克魯茲王蓮（属亞馬遜王蓮）凋谢，其他湖也已完全干涸。

## 甲板广场和无人之地建筑群

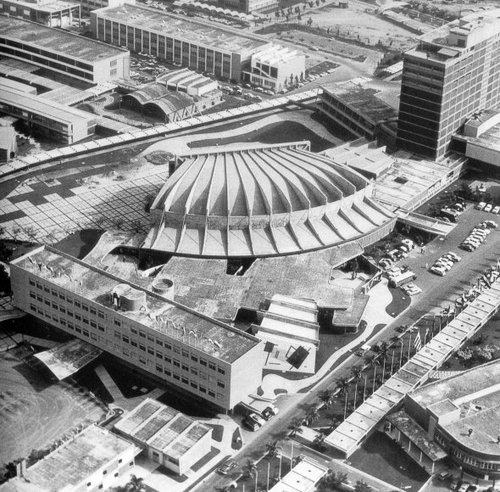
中央综合体的历史鸟瞰图

中央综合体集学术、行政和社交功能建筑，以及更著名的艺术作品于一体。
甲板广场（Plaza Cubierta）是室内室外兼具的活动空间，被打造成“开放博物馆”，将艺术结合环境，建筑结合艺术，被誉为该国最重要的艺术和文化作品。广场连接中央综合体的不同建筑:356-358。维拉纽瓦受欧洲城中心的大堂和广场启发，希望甲板广场成为校园的心脏、实体和文化层面的中心1954年3月2日，广场与相连的委内瑞拉中央大学大堂揭幕:359。
连接广场的建筑物包括主图书馆、校长办公室、学生联合会中心、大礼堂、小礼堂和音乐厅。这些建筑都是维拉纽瓦的作品。其中大礼堂被誉为“综合体的完善例子”:356。甲板广场以穿孔墙壁、部分敞篷的屋顶和一系列坡道式连接元素著称，给人一种流动的感觉。2013年举行的一个艺术项目将开放图书馆搬上了甲板广场的有顶步道，推广共享图书概念，倡导享受校园休闲生活。
校长广场原为停车场，1952年落成。然而，停车场车位供不应求，最终于1958年2月前后关闭。行政大楼是大学行政和学生组织的办公地，内有校长和学生会办公室。大楼内原有的邮局目前改为委内瑞拉银行的分行。校长广场还有一幅大型壁画和加拉加斯大学城钟楼。

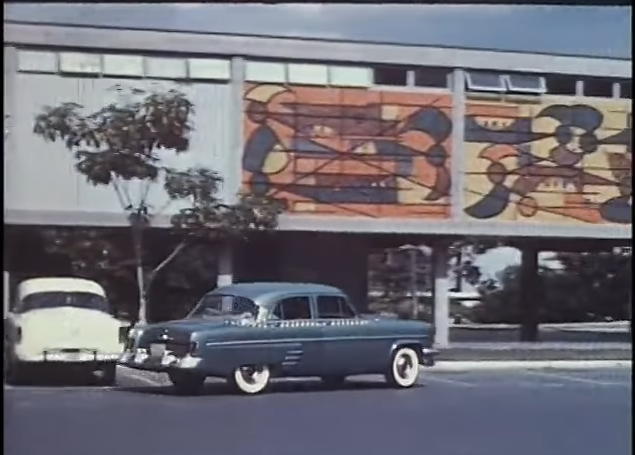
在短片《探险任务：委内瑞拉》中，主人公吉姆（Jim）将车子停放在如今的行人广场。

广场中的现代主义艺术品不仅在历史上享有盛名，还在1956年鼓励石油工人移居马拉开波的美国短片《探险任务：委内瑞拉》被用作政治宣传。影片主人公去委内瑞拉旅行，途中乘坐进口轿车来到当时新建的校园，欣赏壁画和雕塑:97-98。片中他停车的停车场就是如今的校长广场。
小礼堂从甲板广场主体延伸出来，位于行政楼背后。该礼堂是小型表演艺术空间，窗户采用大型彩色玻璃。

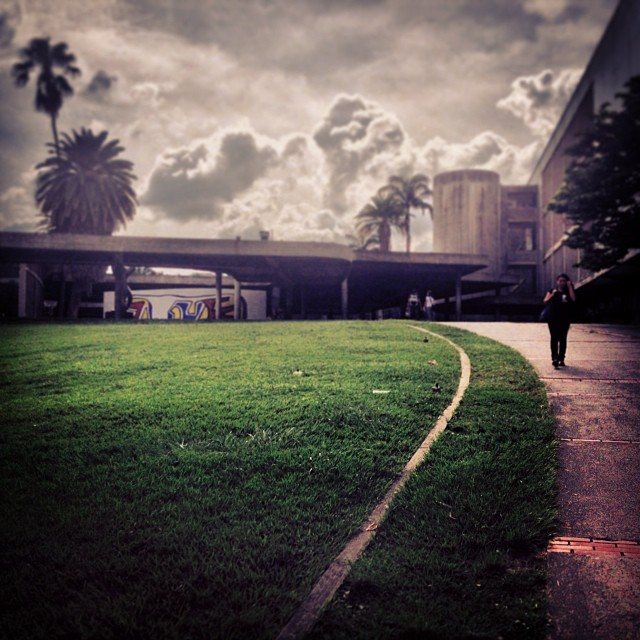
甲板广场是开放型空间，其步道有波浪形混凝土顶篷遮盖。部分艺术品露天摆放，从顶盖空隙照射进来的阳光，凸显艺术品特色。

甲板广场主体和图书馆之间有一座大礼堂。大厅内部在美学层面和建筑层面都有重要地位，其中最具特色的装饰亚历山大·考尔德的声音“云”兼具美术和实际功用，是构成内饰空间音效的重要元素。而贝壳状的混凝外墙也有美术意义。大礼堂一直被认为是校园内“最重要的礼堂”。礼堂现任主管是天娜·麦地那，助理主管罗萨里奥·席尔瓦·普列托（Rosario Silva Prieto）。
大礼堂的外面是音乐厅和中央图书馆。音乐厅入口位于连接广场的有顶走廊，有大型黄色壁画作为标记；另一处以黄色为主的壁画在音乐厅后面，可以从无人之地看到。图书馆内部采用采用独特的红瓦设计。东边的墙壁有一副有费尔南·雷捷设计的大型彩色玻璃幕墙。
豪尔赫·罗德里格斯广场（Jorge Rodríguez Plaza）将甲板广场与学术楼及东边的体育设施分隔开。广场又称无人之地，是大学城内众多绿化空间中的一个公共空间。由于周围没有大楼环绕，故得此名。
时装设计师玛丽亚·平托曾这样形容甲板广场的功能和美术设计：
“这是一个流动循环的空间，延伸到有顶步道和停车场。广场设计考虑了连续不断的运动，结合了不同的路线和一系列视角，将焦点连接起来以吸引注意力和定向循环，其架构主要基于视觉感知，但沉浸其中可以体味到触觉体验和感觉联觉。光与影、轮廓与色彩、空间与时间全都化成了活体的运动，朝朝暮暮，年复一年，无限循环。这些元素使得广场持续出现场面调度，见证了它的兴衰成败。”
 — 玛丽亚·平托， "Carlos Raúl Villanueva: The Synthesis with Venezuela", Alfredo Boulton and His Contemporaries: Critical Dialogues in Venezuelan Art, 2008:358

## 体育设施

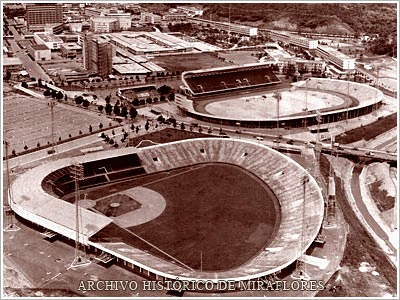
奥林匹克体育场（左）与大学体育场，摄于1953年

园内的加拉加斯奥林匹克体育场是教科文组织特别强调的设计元素之一，主要用于举行足球比赛，加拉加斯足球俱乐部的主场，可容纳2.4万名观众。除足球场外，奥林匹克体育场还设有全长跑道和场地，可用于田径比赛，包括跳远跑道和沙坑。球场还举办过橄榄球比赛。

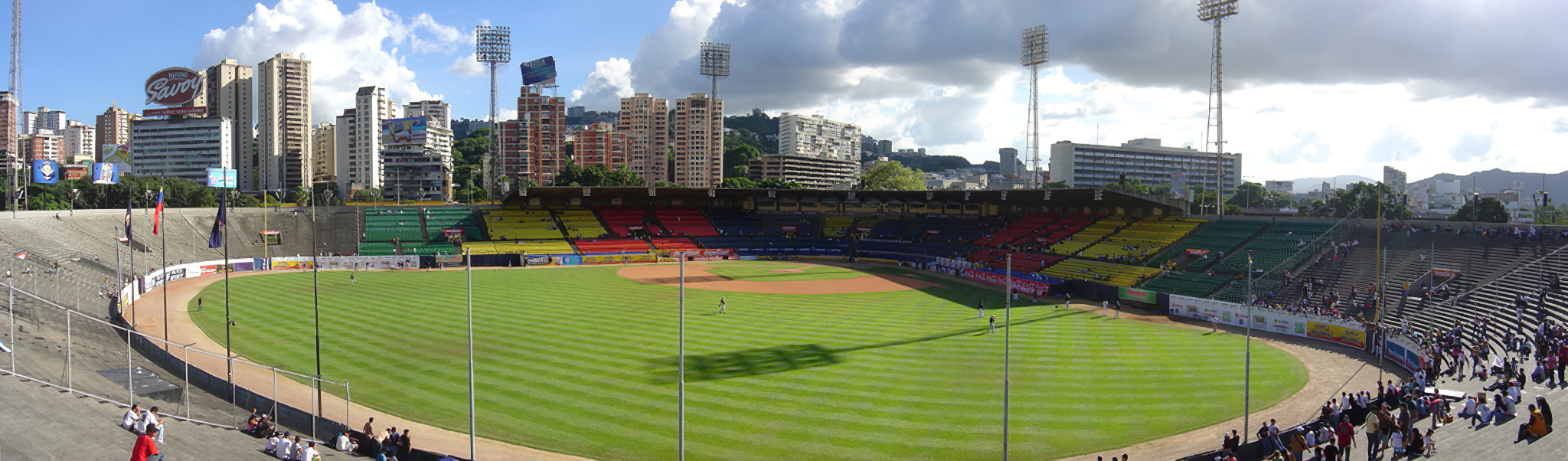
加拉加斯大学城体育场全景图

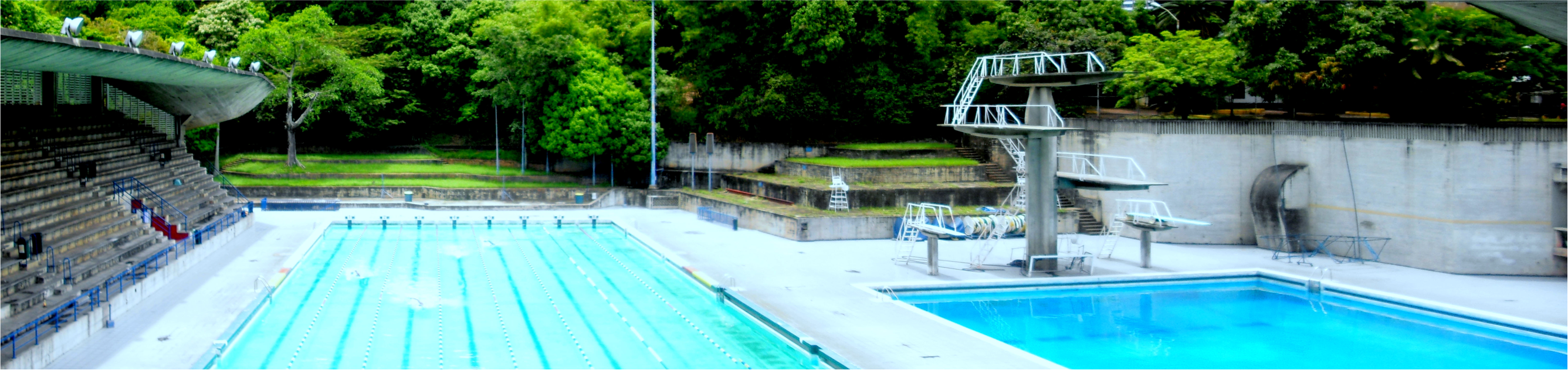
奥林匹克体育场与跳水池全景图

穹顶体育场也是由大学运营的公共空间，是校园最北端除植物园外唯一建筑物，以形状和独特的屋顶而著称。场馆临近高速公路的围墙有一副巨大的壁画，是校园的边界，上面画有委内瑞拉重要历史人物。
加拉加斯大学城体育场在奥林匹克体育场旁边，是一座棒球场，是两支队伍的主场，可容纳2.5多万名观众。

## 艺术品
校园内部分艺术品为预先制作，为适应物理或美学需求而做出调整。其中著名的艺术品包括阿尔普的《云牧人》、劳伦斯的《两牺动物》、佩夫斯纳的《30°空间动态投影》（Projection dynamique dans l'espace au 30° degré）、乐博的《罗伯》（Maternidad）。大多数作品在异地设计，艺术家和建筑师须进行频繁的沟通。不过部分壁画是现场创作，包括雷捷和瓦沙雷的作品:359。
参与校园艺术品创作的海外艺术家有让·阿尔普、蘇菲·陶柏·阿爾普、安德烈·布洛克、亚历山大·考尔德、林飞龙、亨利·劳伦斯、费尔南·雷捷、巴尔塔萨·罗伯、安托万·佩夫斯纳和维克多·瓦沙雷，委内瑞拉本土艺术家有米格尔·阿罗约（Miguel Arroyo）、阿曼多·巴里奥斯（Armando Barrios）、奥马尔·卡雷尼奥（Omar Carreño）、卡洛斯·冈萨雷斯·波根（Carlos González Bogen）、佩德罗·莱昂·卡斯特罗（Pedro León Castro）、马特奥·曼诺尔（Mateo Manaure）、弗朗西斯科·纳尔维兹（Francisco Narváez）、帕斯夸尔·纳瓦罗（Pascual Navarro）、阿里里奥·奥拉马斯（Alirio Oramas）、亚历杭德罗·奥特罗、赫克托·波利奥（Héctor Poleo）、布劳里奥·萨拉萨（Braulio Salazar）、赫苏斯·拉斐尔·索托、维克多·瓦雷拉（Victor Varela）、奥斯瓦尔多·维加斯（Oswaldo Vigas）、里斯本·玛丽埃拉·奥耶达·德利亚（Lisbhet Mariela Ojeda D'Elía）。
- 《云牧人》，让·阿尔普（1953）
- 《浮云（英语：Floating Clouds (artwork)）》，亚历山大·考尔德（1953）[22]
- 《两牺动物（英语：L'Amphion）》，亨利·劳伦斯（英语：Henri Laurens）（1953）
- 《产妇》，巴尔塔萨·罗伯（英语：Baltasar Lobo）（1953）
- 《30°空间动态投影》，安托万·佩夫斯纳（1953）
- 双层壁画，费尔南·雷捷（1954）
- 彩绘玻璃窗，费尔南·雷捷（1954）
- 《索菲娅》（Sophia），维克多·瓦沙雷（1954）
- 《正与负》（Positif-Negatif），维克多·瓦沙雷（1954）
- 壁画，弗朗西斯科·纳尔维兹（英语：Francisco Narváez）（1951）[23]
- 壁画，阿曼多·巴里奥斯（1953）[24]
- 钟楼（英语：UCV Clock Tower），卡洛斯·冈萨雷斯·波根与胡安·奥塔拉·帕万（1953）[25]
- 壁画，马特奥·曼诺尔（1954）[26]
- 双层壁画，马特奥·曼诺尔（1954）[27]
- 弯曲壁画，帕斯夸尔·纳瓦罗（1954）[28]
- 《静态构图与动态构图》（Composición Estática-Composición Dinámica，奥斯瓦尔多·维加斯（1954）[29]
- 彩绘窗户，布劳里奥·萨拉萨（1956）[30]
- 《热带的胜利》（Triunfo del trópico），布劳里奥·萨拉萨（1998）
- 彩绘窗户，亚历杭德罗·奥特罗（1954）

## 入选世界遗产名录

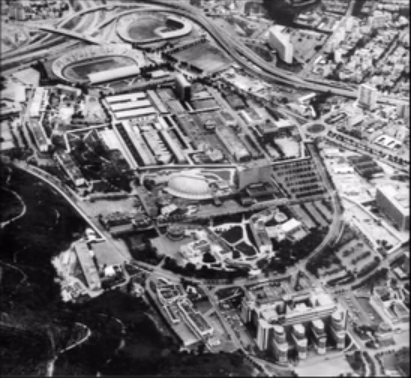
大学中央建筑群

校园于2000年被列入《世界遗产名录》，属文化遗产，入选理由为卡洛斯·劳尔·维拉纽瓦建筑和城市规划的大师之作，是兼具美感与实用性建筑的鲜活例子，是20世纪运动艺术和建筑的典范，体现了两者的理念。联合国教科文组织将它称为“建筑界现代运动的突出例子”，又指“大学校园将大量建筑群和功用汇编成一首鲜明的合奏曲，其中有许多现代建筑和视觉艺术的大师之作，包括大礼堂与亚历山大·考尔德的《浮云》、奥林匹克体育场和有顶广场”。校园2000年入选名录时，没有与之相关的可追溯《杰出普世价值声明》（Statement of Outstanding Universal Value），该草案于2013年获通过，委内瑞拉有份参与起草。
教科文组织尽管承认维拉纽瓦的建筑原则和设计的整体精神保持了场地的完整性，但一方面也担心建筑的钢筋混凝土材料自落成之日起逐年恶化，而这些结构是体现校园建筑在当时很先进的标志。而时有发生的社会动荡破坏了校园，水土流失威胁到了空间的保护，大规模的扩大招生也使得校园环境恶化。而在不考虑建筑结构的情况下对校园空间进行重新划分会改变校园的设计意义，从而恶化校园的整个氛围，这与维拉纽瓦的设计理念背道而驰。然而，教科文组织表示这些做法不会损害校园的真实性或价值。
有机构为校园保护提出方案，但教科文组织的报告表示这些方案脱节，不能同时进行，建筑文化遗产研究院与大学的保育开发理事会、负责管理植物园的独立部门及委内瑞拉各地各级别政府部门合作。报告也建议在校园南部和西部设立缓冲区，保护校园环境不受城市化进程威胁。